# FFG-818 대구
FFG-818 대구는 대한민국 해군의 대구급 호위함이다. 2016년 6월 2일에 진수하고 2017년에 동해의 제1함대 소속 호위함으로 취역하였다.

## 역사
FFG-818 대구는 3200톤급 구축함인 DD-917 대구의 뒤를 이어 두 번째로 대한민국의 지명인 대구의 이름을 딴 대한민국 해군의 함정이 되었다. 2017년에 FFG-818 대구가 취역한 것으로 울산급 호위함은 1987년을 기점으로 30여년간 운용해온 1500t급 울산급 호위함과 1000t급 포항급 초계함을 대체하였다.
FFG-818 대구는 SPS-550K 3차원 단면 회전식 능동위상배열 레이다와 KVLS에서 발사되는 해궁 단거리 함대공 미사일로 구성된다. 프랑스에서 SMART-S Mk2을 수입하여, LIG넥스원에서 국산화했다라고 질못알려져있는데 실제로는 윤영하급의 레이다를 기반으로 개발된 AESA레이다로 사실은 미국제 GaN 소자를 수입하여 개발한 것으로 SMART-S MK2 하고는 내부 송신모듈 자체도 전혀 다르다. SPS-550K 레이다라고 부른다. 

## 대구급 호위함
1. FFG-818 대구
2. FFG-819 경남
3. FFG-821 서울
4. FFG-822 동해
5. FFG-823 대전
6. FFG-825 포항
7. FFG-826 천안
8. FFG-827 춘천

## KVLS
인천급 Batch-I에는 KVLS가 없는데, Batch-II, Batch-III에는 KVLS 16문을 장착한다. 8문에는 해궁 미사일 32발을 장착하고, 8문에는 홍상어 대잠유도탄이 장착된다.
또한 장차 KVLS를 통해 발사 가능한 단거리 전술함대지유도탄이 현재 개발 중에 있으며 사거리는 최대 200km에 이른다. 현재 해당유도탄은 대함미사일 발사관을 통해 발사하는 경사형과 KVLS를 통해 발사하는 수직형 양쪽 모두가 개발되고 있으며, 경사형은 개발이 완료되어 배치되었다.

## CODLOG
대구함은 대한민국 해군 수상함 최초로 CODLOG 방식의 하이브리드 추진체계를 채택했다. 하이브리드 추진체계는 빠른 속력을 내야 하는 전투 상황에서는 가스터빈을 사용하고 평상시 경비임무 등에서는 디젤 발전기로 추진전동기를 구동해 항해하는 방식이다.